# Örslev

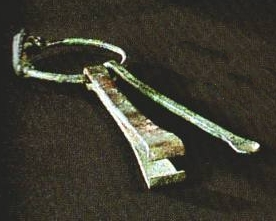
Örslev (till höger) tillsammans med pincett i en ring.

Örslev är ett litet skedliknande toalettredskap som användes under vikingatiden och fram till sen medeltid, på vissa platser 1800-talet, för att gröpa ur öronvax och andra orenligheter ur öronen. Ett annat namn på redskapet är öronsked.
Örslevar förekommer sällan i svenska fynd, men tycks ha varit mycket populära på andra närmare platser, bland annat i Finland och Baltikum. 
De som hittats är vanligen tillverkade av brons och ganska enkla men även exemplar av silver förekommer, dock betydligt mer sparsamt. De var formade som en miniatyrsked med ett platt, breddat handtag, ibland var handtaget ornerat. Högst upp fanns en ögla eller bygel för upphängning. 
Ett par mycket fina exemplar förekommer i Birkagravarna och Svarta jorden, däribland en enkel gjord av ben, men exemplar av silver är sällsynta. Ett fint exemplar med en valkyria och en miniatyr av Fenrisulven som ornament kommer från Birka, en från ett gotländskt skattfynd från Sigsarve, Hejde socken och en från en skatt vid Villie, Lilla Slågarps socken, Skåne. Överhuvudtaget under dess historia är de vanligast från vikingatiden. Fynd har gjorts i gravar och lösfynd i mängder.

## Lista över fyndplatser med örslevar
- Jämjö socken, Blekinge. Fint exemplar av brons, hängande tillsammans med pincett i bronsring. Från provinsialläkare Otto Kristian Ekmans samling.
- Rikvide rör, Närs socken, Gotland. Örslev och pincett hopsatta med en ring, funna vid grävning å ett gravfält fyllt med små gravhögar.
- Kyrkebjers, Gothems socken, Gotland. Vackert exemplar, handtaget brett med ett ovalt hål i mitten, funnen som lösfynd i en åker. Möjligen gravfynd, då man även hittat ett hänglås av järn och ett djurhuvudspänne på åkern.
- Okänd fyndort, Gotland. Mycket vackert exemplar, skruvad spiralornering i en fin åttform. Sålda av en man till SHM som dock inte visste vart mer exakt fyndet var hittat, tillsammans med nyckel m.m.
- Valva, Eskelhems socken, Gotland. Fin men nött örslev lik den från Gotland, i ett hål en fin kedjelänk. Funnen tillsammans med 4 djurhuvudspännen, 1 dosspänne, 1 nål, 5 kedjor, 1 rembeslag, 2 ringspännen, 1 brynsten och 1 armring av en man intill tre skelett i en stenig backe.
- Botvide, Öja socken, Gotland. Det fint ornerade skaftet. Funnen i flatmarksgrav vid utgrävning av Peter Manneke år 1961.
- Roslags-Näsby, Täby 138, Täby socken, Uppland. Tillverkad av järn, mycket enkel. Funnen vid undersökning av 41 gravar.
- Hemlingby, Norelund, Valbo socken, Gästrikland. Tillverkad av brons. Funnen i grav vid utgrävning.

samt
- Verchnij Saltov, Voltjansk, Charkov (ry.; ukr.: Verchnij Saltiv, Vovtjansk, Charkiv), Ukraina. Här har flera stycken hittats i vikingatida gravar.